# Porto de Ovelha
Porto de Ovelha is een plaats (freguesia) in de Portugese gemeente Almeida en telt 83 inwoners (2001).